# Haroldius philippinensis
Haroldius philippinensis là một loài bọ cánh cứng trong họ Bọ hung (Scarabaeidae).